# Código Guy-Blandford-Roycroft
O Código Guy-Blandford-Roycroft ou Código GBR é um sistema de representação de posição de peças no tabuleiro de xadrez. É mais utilizado na identificação e codificação de estudos de finais de jogo.
No código GBR, cada posição de xadrez é representada por seis dígitos, no seguinte formato:
abcd.ef
```
   a = Damas
   b = Torres
   c = Bispos
   d = Cavalos
   e = Peões brancos
   f = Peões pretos
```

Para os primeiros quatro dígitos, cada peça branca vale 1 e cada peça preta vale 3. Então, por exemplo, se o Branco tiver dois cavalos e o preto tiver um, o dígito d = 1 + 1 + 3 = 5. Se isso for todo o material existente além dos reis, a posição é classificada como 0005. Os valores de 0 a 8 representam todas as permutações usuais, 9 é usado se qualquer lado promoveu material. Os dois últimos dígitos do código representam o número de peões preto e branco, respectivamente.